# Chapelle de La Bastide-de-Besplas
La chapelle de La Bastide-de-Besplas ou chapelle du bout du pont est une chapelle située à La Bastide-de-Besplas, dans le département de l'Ariège et en région Occitanie.

## Situation
L'édifice se trouve en rive droite de l'Arize, au bout du pont au nord du village, au carrefour de la D326 avec la D26.

## Historique
Datant de 1663, cette chapelle est un exemple particulièrement intéressant de la persistance de petits édifices religieux traditionnels dans cette région des Pyrénées.
L'intérieur est inscrit au titre des monuments historiques par arrêté du 17 avril 1950.

## Description
La chapelle est rectangulaire avec des briques et est recouverte d'un plafond caissonné de bois peint. Les caissons sont ornés de quatre motifs : le monogramme de la Vierge, la tête d'un ange et différents motifs floraux. Chaque motif est situé sur une diagonale. Un retable occupe tout l'arrière.